# Roland Kroell

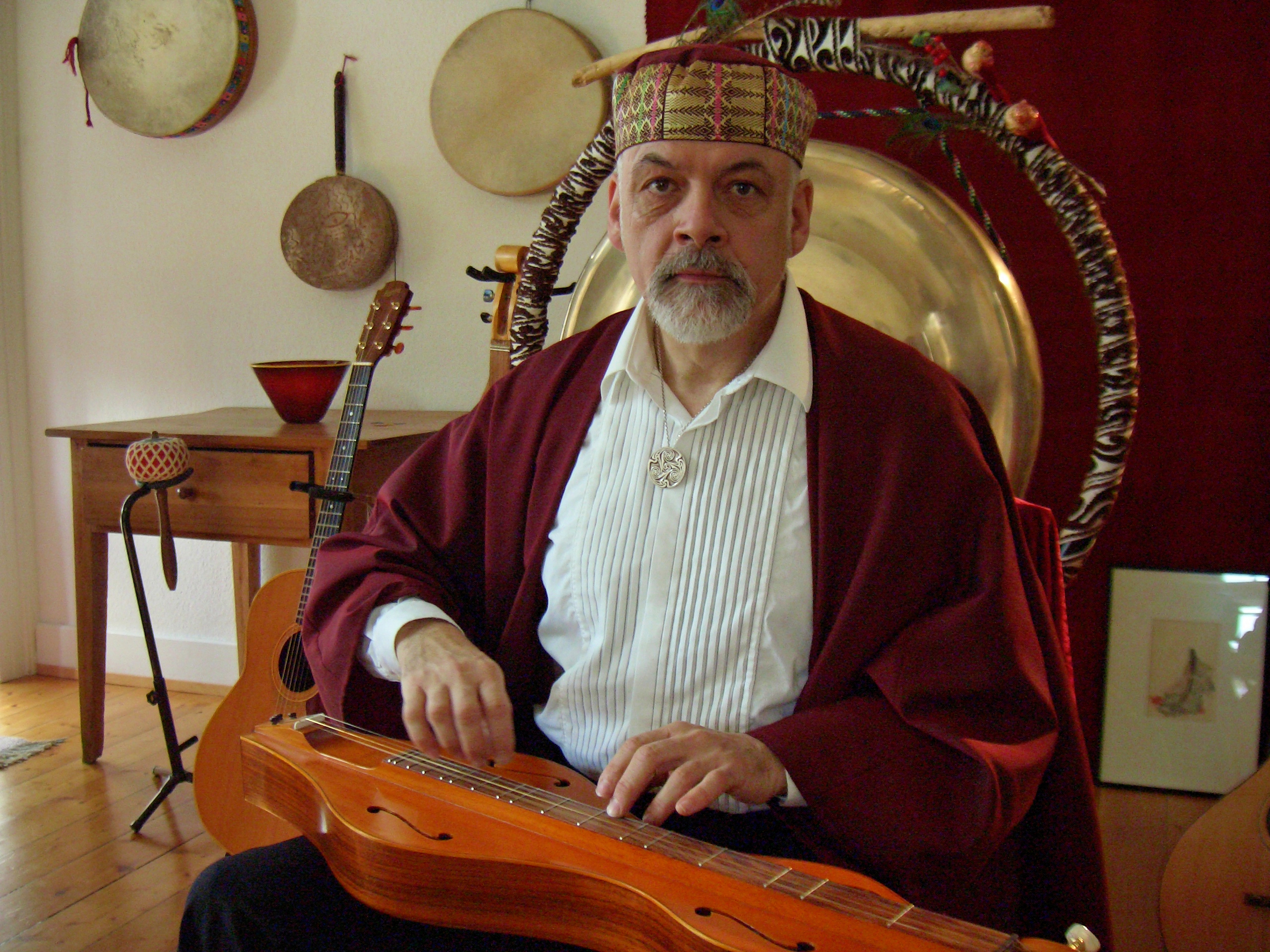
Roland Kroell mit Dulcimer in seinem Musikatelier Laufenburg, 2011

Roland Kroell (* 21. März 1954 in Waldshut-Tiengen) ist ein Wanderbuchautor und Liedermacher aus dem Südschwarzwald. Er sieht sich in der Tradition mittelalterlicher Minnesänger.

## Leben
Roland Kroell wurde am 21. März 1954 in Waldshut-Tiengen geboren.
1974 lernte er bei einer längeren Reise durch Irland, in Doolin, bei Miko Russell, die Tin Whistle zu spielen. Der Dudelsackbauer Dan O’Dowd aus Dublin baute ihm eine Uileann-Pipes, auch Ellenbogenpfeife genannt, weil das Instrument nicht geblasen, sondern mit einem Armblasebalg gespielt wird. Angeregt durch den irischen Freiheitskampf begann er in einer Jugendherberge in Killary Harbour, die der Philosoph Ludwig Wittgenstein einst bewohnt hatte, eigene Lieder zu texten und zu komponieren und zwar über den Deutschen Bauernkrieg von 1524/25. Es entstanden Balladen über den Bauernanführer Hans Müller von Bulgenbach, Kunz Jehle aus der Niedermühle bei St. Blasien oder Dr. Balthasar Hubmaier, Pfarrer zu Waldshut. Diese Lieder spielte er nach seinem Irlandaufenthalt seinem ehemaligen Lehrer Dr. Emil Müller Ettikon vor, der zu diesen Themen mehrere Bücher im Eigenverlag veröffentlicht hatte, die Kroell als Quelle dienten. Der Lehrer war absolut begeistert und holte aus seiner Bücherstube ein Buch über die Salpeterer und sagte zu dem jungen Sänger: "So, jetzt probierst Du mal die Salpetererlieder zu singen!"
Ab 1975 wohnte Kroell in Freiburg, das damals durch die Proteste gegen ein Atomkraftwerk in Wyhl ein Nährboden für solche vergessenen demokratischen Themen bot. Der Liedermacher Walter Mossmann machte Kroell mit dem Hörspielautor Thomas Jean Lehner vom SWF bekannt. Dieser arbeitete damals gerade an einem Hörspiel über die Salpetererbewegung im Hotzenwald. So wurde Kroell im Alter von 21 Jahren (1975) durch den Südwestrundfunk (damals Südwestfunk SWF-Landesstudio Freiburg) mit seinen Neuvertonungen der vergessenen Lieder der Salpetererunruhen aus dem Hotzenwald bekannt. Er gründete daraufhin eine Folkband mit dem Namen "Roland Kroell und die Salpeterer". Die Gruppe bestand unter verschiedenen Besetzungen von 1975 bis 1985.
Durch Kroells vielseitige musikalische, wie gesangliche Begabung wurde er ab 1975 immer wieder zu Hörspielen ins Landesstudio Freiburg des SWF als Hörspielkomponist und Interpret bis zur Fusion des SWF mit dem SDR (heute SWR) im Jahr 2000 eingeladen. Bei der Fusion fielen allerdings die meisten alten, traditionellen Sendungen zum Opfer.
1995 komponierte Kroell (angeregt durch die lange Hörspielerfahrung) 16 Liedmelodien für Parzival von Wolfram von Eschenbach und benutzte Originaltexte aus dem mittelalterlichen Versepos. Von 2000 bis 2007 komponierte er 30 Lieder zu Tristan und Isolde von Gottfried von Strassburg (um 1200). Die Uraufführung war am 5. Mai 2007 anlässlich der 700-Jahr-Feier der Stadt Laufenburg am Hochrhein.
Seit 1997 verfasste er mehrere Wanderbücher über die Regionen Schwarzwald, Vogesen und Schweizer Jura.
2012-2013 textete und komponierte Kroell das Wielandlied aus der Edda neu.
2015 wanderte Kroell nach Irland aus und kehrte zurück in den Schwarzwald.
2015–2018 vertonte er Liebeslieder des jungen James Joyce.
Roland Kroell spielt folgende Instrumente: Gitarre, Dulcimer, Epinettes, Tin- und Lowwhistle, Uileann-Pipes, Gong, Glasharfe, Tanbura, Boron (Rahmentrommel), Bouzouki, Obertonflöte u. a.
Roland Kroell hat eine Tochter.

### Diskografie
- Salpetererlieder und Balladen: Trikont, München, 1977
- Scho sit duusig Joohr: Werkstatt-Edition, Laufenburg, 1983
- Höhlenmusik, Wassersymphonie für Tropfsteine... in der Hasler-Höhle, Glasmann-Records, Wehr, 1995
- Archaische & Keltische Gesänge: Pan-Tao, 1998
- Viel Tausend sich erheben – Lieder zur Badischen Revolution 1848/49: SWR, Freiburg, 1999
- Parzival: Erdenklang und DA-Musik, 1996 und 2003
- Sagenmusik (Roland Kroell & Gino Suter) als Beilage für Buch: Tannhupper und Leelifotzel, Sagen der Nachbarn am Hochrhein, von Werner Fasolin u. a., herausgegeben von der Fricktalisch-Badischen Vereinigung für Heimatkunde, Laufenburg-CH, 2008
- Tantris & Îsôt: 30 Liedvertonungen (2CDs), Edition Mariagrün, Laufenburg, 2009
- Over a laughing land – vertonte Liebeslieder von James Joyce, Edition Mariagrün, Laufenburg, 2018
- Keltische Waldmusik – Roland Kroell & Christoph Pampuch (Irische Bronzesaiten Harfe), Edition Mariagrün, Laufenburg, 2018
- Roland Kroell "Live in Bruyeres/F" – Epinettes en ballade, Edition Mariagrün, Laufenburg, 2018
- Roland Kroell: "Der Mystiker Yunus Eure aus Anatolien", Edition Mariagrün, Laufenburg, 2020
- Roland Kroell: Irische Segenssprüche - Live in Niederwihl, mit Tomawho und Claudia Ailyn, Ed. Mariagrün, Laufenburg, 2020
- Roland Kroell: "Was bedeutet Angst" (Text: Jiddu Krishnamurti), Edition Mariagrün, Laufenburg, 2020

### Bücher
- Mythologisch Reisen: Südschwarzwald-Kaiserstuhl: Verlag Moritz Schauenburg, Lahr, 1977
- Mythologisch Reisen: Mittel-Nordschwarzwald: Verlag Moritz Schauenburg, Lahr, 1977
- Mythisch Reisen Schwarzwald in einem Band: epubli, Berlin, 2019
- Sagen, Mythen, Legenden. Wandern im Dreiland: Reinhardt-Verlag, Basel, 2000 und epubli, Berlin, 2019
- Magischer Schwarzwald und Vogesen: Wanderungen zu Orten der Kraft, AT Verlag, Baden und München, 2004 und epubli, Berlin, 2019
- Magische Nordvogesen: Neue Erde Verlag, Saarbrücken, 2006 und epubli, Berlin 2019
- Magische Orte, Sagen und Legenden. Wandern im Hochschwarzwald, epubli, Berlin 2019
- Der Wald als Heiler, Edition Mariagrün, Laufenburg, 2017 und epubli, Berlin, 2019
- Demokratische Freiheitslieder Teil I. 170 Jahre Revolution in Baden 1848/49, Edition Mariagrün, Laufenburg, 2018 und epubli, Berlin, 2019
- Zeugen der Megalithkultur am Hochrhein, Josef Schneider & Roland Kroell, epubli, Berlin, 2019
- Mittelaltersingspiel "Tantris & Îsôt", epubli, Berlin, 2020
- Waldgänger, epubli, Berlin, 2020
- Roland Kroell der Barde vom Hochrhein – Lieder, Balladen, Gedichte, Biografisches und Hintergründe, epubli, Berlin, 2020

### Hörspiele (mit Ursula Kroell)
- Wie die Schwarzwälder Kuckucksuhr zu den Muselmanen kam, SWF, Landesstudio Freiburg, 1992
- Das Glas so rein und klar wie Kristall, SWF, Landesstudio Freiburg, Hörzeit, 1993
- Rebellion an der Eisenbahnbrücke, SWF; Landesstudio Freiburg, Hörzeit, 1995

### Hörspielkomponist
- Das abenteuerliche Leben des Simplicius Simplicissimus – SWF, Landesstudio Freiburg, Hörzeit, 1975
- Keiner Obrigkeit untertane Leut' auf dem Wald – die Salpeterer, von Thomas Lehner, SWF, Landesstudio Freiburg, Hörzeit, 1976
- Der Buckel der armen Leut, Chunz Jehli, von Thomas Lehner, Süddeutscher Rundfunk, Hörzeit, 1978
- Die alten Rechte - Salpetererbewegung im 19. Jh., Thomas Lehner, Hörzeit, SWF, Landesstudio Freiburg, 1979[1]
- Doros Kromer – Die Abenteuer eines Schwarzwälder Glücksritters in Amerika, von Thomas Lehner, (Auswandererlieder) SWF, Hörzeit, 1980[2]
- Die Sympathiedoktoren, von Thomas Lehner, SWF, Hörzeit, 1980
- Die seltsamen Heiligen am Oberrhein, von Thomas Lehner, SWF, Hörzeit; 1981[3]
- Im Zeitalter der Reformation, von Dietlinde Karasek, (Luther-Lieder) SWF II, 1983
- Geister- und Hexensagen, von Lilo Külp, SWF, Hörzeit, 1984
- Kaspar Hauser, von Thomas Lehner, SWF, Hörzeit, 1985
- Der Kampf der Bäume, Ballade nach Taliesin-Neuvertonung von Roland Kroell, SWF, Forum im II, 1985
- Mc Crimmon, der erste Dudelsackspieler, von Thomas Lehner, Saarländischer Rundfunk, 1987
- Indo-Kelto-Bardo, Roland Kroell trifft den indischen Sarodspieler Jens Egert, SWF, Forum im II, 1988
- Die Dreyeckland-Session mit Rüdiger Oppermann, Markus Weiss, Uhuru Uhl und Roland Kroell, SWF, Forum im II, 1989
- Zum schnellen Wasser sprich: "Ich bin!", von Thomas Lehner,(Wassermusik mit Obertönen) SWF, Hörzeit, 1990
- Lochheiri, von Thomas Lehner, (Ballade vom Lochheiri und 1848/49er Lieder) SWF, Hörzeit, 1991
- Der Wunderdoktor mit dem Henkersschwert – Paracelsus, von Thomas Lehner, (Paracelsuslieder) SWF, Hörzeit, 1993
- Die Wahrheit liegt im Lichte der Natur: Paracelsus Soiree, SWR 2, 1993[4]
- Das Belchen-Projekt, von Thomas Lehner u. a., SWF – 30 Sondersendungen (Musik und Beiträge von Roland Kroell), 1993

### Filme
- Das Leben im Sterben des Heinrich Isele, genannt der Lochheiri, von Frank Wesel, Roland Kroell Hauptrolle als Lochheiri und Musik, SWF 3, 1985
- Kunst aus dem dunklen Wald – Glashütten im Schwarzwald, von Sarah Palmer, nach einer Idee von Roland Kroell, SWF 3, 1993
- Youtube-Video über Ernst Friedrich Löhndorff
- Unsere Tausender im Südwesten, von Harold Woetzel, SWR 3, 2019[5]

### Fotos
- Das Geheimnis der Schwarzen Madonnen, Entdeckungsreisen zu Orten der Kraft, von Ursula Kröll, Fotos von Roland Kroell, Kreuz-Verlag, 1998

### Buchausstatter
- Jean d`Arras. Melusine. Deutsche Übersetzung Thomas Jean Lehner. Mit Bildern von Thomas Lehner, Laufenburg, 2018